# ウルバサ山地
ウルバサ山地（バスク語: Urbasa mendilerroa, スペイン語: Sierra de Urbasa）は、スペイン・ナバーラ州西部にある山地（高原）。バスク山脈の一部である。

## 地理
ナバーラ州の州都パンプローナから西に約30㎞、アルツァス/アルサスアの南に位置し、ナバーラ州とバスク州ギプスコア県の州境に近い。平均標高は約1,000mであり、比較的平坦な高原が広がっている。多くの貨幣石の化石が発見されたカルスト地形を有する。隣接するアンディア山地とともに、1997年にウルバサ＝アンディア自然公園に指定されている。最高峰は標高1,183mのバイサ山。

## 主な山
- 標高1,183m バイサ山
- 標高1,144m イルアイツェタ山
- 標高1,068m サンタ・マリーナ山
- 標高1,157m バラガガイン山